# Михальская, Юля
Юля Лудвика Михальская-Плотковяк (пол. Julia Ludwika Michalska-Płotkowiak; род. 21 июля 1985, Козенице) — польская гребчиха, выступавшая за сборную Польши по академической гребле в период 2002—2015 годов. Бронзовая призёрка летних Олимпийских игр в Лондоне, чемпионка мира, обладательница серебряной медали чемпионата Европы, победительница и призёрка многих регат национального значения.

## Биография
Юля Михальская родилась 21 июля 1985 года в городе Козенице Мазовецкого воеводства, Польша. Занималась академической греблей в Познани в местном гребном клубе «Тритон».
Впервые заявила о себе на международной арене в 2002 году, выступив в парных четвёрках на юниорском мировом первенстве в Тракае. Год спустя на аналогичных соревнованиях в Афинах в одиночках обошла всех своих соперниц и получила золото.
В 2004 году вошла в основной состав польской национальной сборной и дебютировала в Кубке мира, в частности в парных одиночках лёгкого веса одержала победу на домашнем этапе в Познани.
В 2005 году в одиночках выиграла серебряную медаль на молодёжном чемпионате мира в Амстердаме. В следующем сезоне в той же дисциплине была лучшей на молодёжном мировом первенстве в Хазевинкеле.
На взрослом чемпионате мира 2007 года в Мюнхене квалифицировалась лишь в утешительный финал B и расположилась в итоговом протоколе соревнований на восьмой строке.
Благодаря череде удачных выступлений удостоилась права защищать честь страны на летних Олимпийских играх 2008 года в Пекине — здесь в женских парных одиночках показала на финише шестой результат.
После пекинской Олимпиады Михальская осталась в составе гребной команды Польши на ещё один олимпийский цикл и продолжила принимать участие в крупнейших международных регатах. Так, в 2009 году в парных двойках она победила на этапе Кубка мира в Мюнхене и на чемпионате мира в Познани. За эти выдающиеся достижения по итогам сезона была награждена рыцарским крестом Ордена Возрождения Польши.
В 2010 году в двойках выиграла серебряную медаль на европейском первенстве в Монтемор-у-Велью и бронзовую медаль на мировом первенстве в Карапиро.
В 2011 году была лучшей на этапе Кубка мира в Гамбурге, тогда как на чемпионате мира в Бледе стала пятой.
Находясь в числе лидеров польской национальной сборной, благополучно прошла отбор на Олимпийские игры 2012 года в Лондоне. Вместе с напарницей Магдаленой Фуларчик в программе парных двоек пришла к финишу третьей позади экипажей из Великобритании и Австралии — тем самым завоевала бронзовую олимпийскую медаль.
В сезоне 2015 года Юля Михальская вернулась в основной состав гребной команды Польши, в одиночках выступила на чемпионате Европы в Познани и на чемпионате мира в Эгбелете, однако была здесь далека от попадания в число призёров.